# El gran bazar del ferrocarril
El gran bazar del ferrocarril, en tren a través de Asia es una crónica de viajes del novelista estadounidense Paul Theroux, publicada por primera vez en 1975. En ella se relata el viaje de cuatro meses de Theroux en tren de 1973, partiendo desde Londres a través de Europa, Medio Oriente, el subcontinente indio y el sudeste asiático, y su regreso en el Ferrocarril Transiberiano . La primera parte de la ruta a la India, siguió lo que entonces se conocía como el sendero hippie . Se le considera todo un clásico en el género de la escritura de libros de viaje. Se vendieron 1 millón y medio de ejemplares tras su lanzamiento.
En el libro, Theroux exploró temas como el colonialismo, el imperialismo estadounidense, la pobreza y la ignorancia. Estos se integraron a sus relatos de imágenes y sonidos que experimentó, así como a sus conversaciones con otras personas, como sus compañeros de viaje. Incluía elementos de ficción, como descripciones de lugares, situaciones y personas, que reflejaban los propios pensamientos y perspectivas del autor. Revisiones contemporáneas han señalado cómo sus antecedentes personales le permitieron tener la amplitud de miras para describir con autoridad a las personas, incluso cuando en algunos casos hizo algunas generalizaciones étnicas Antes de la publicación de El gran bazar del ferrocarril Theroux vivía en África, Singapur e Inglaterra . 

En un artículo de 2013, Theroux describió algunas de las cosas que lo inspiraron a embarcarse en este viaje y publicar sus experiencias. Estos incluye su fascinación por los trenes, que le ofreció lo que él describió como una oportunidad para romper la monotonía, así como un respiro en su trabajo. El escribió: 
 Podía pensar con claridad en los trenes de Londres y cuando, en raras ocasiones, salía de Londres, en la línea Exeter a través de Sherborne, Yeovil y Crewkerne, para visitar a mis suegros, o en el Flying Scotsman en una misión periodística., mi espíritu revivía y vi con claridad que podría ser posible concebir un libro basado en una larga travesía en tren. 
 En 2006, Theroux volvió sobre el viaje, descubriendo que las personas y los lugares habían cambiado, y que si bien su trabajo anterior era conocido en muchos lugares, no fue reconocido en persona. Su relato de este segundo viaje fue publicado como Tren fantasma a la Estrella de Oriente.